# Andrij Mandzij
Andrij Mandzij (in ucraino Андрій Васильович Мандзій?; Kremenec', 19 febbraio 1988) è uno slittinista ucraino.

## Biografia
Ha studiato meccanica all'Università Forestale Nazionale dell'Ucraina e educazione fisica all'Università Statale di Educazione Fisica di Leopoli. Ha ottenuto un master in economia applicata presso l'Università Economica Nazionale di Ternopil'.
Ha esordito in Coppa del Mondo nella stagione 2008-2009, nella tappa di Igls, in Austria, concludendo la sua prima gara al 46º posto. Il suo miglior piazzamento in Coppa del Mondo è stato il 14º posto durante la stagione 2020-21, nell'evento singolo di Winterberg, in Germania.
Ha rappresentato l'Ucraina ai Giochi olimpici invernali di Soči 2014, dove si è classificato al 31° nel singolo maschile.
Il 27 dicembre 2017, si è qualificato alle Olimpiadi di Pyeongchang 2018, edizione in cui ha ottenuto il 40º nel singolo.
Ha fatto la sua terza apparizione olimpica a Pechino 2022, gareggiando sul tracciato del National Sliding Centre, completando la prova del singolo.

## Palmarès

### Coppa del Mondo
- Miglior piazzamento in classifica generale di Coppa del Mondo nel singolo: 15º nel 2023/24.
- 1 podio (nelle gare a squadre):
  - 1 terzo posto.